# Sjölidens naturreservat
Sjölidens naturreservat är ett naturreservat i Lycksele kommun i Västerbottens län.
Området är naturskyddat sedan 2019 och är 106 hektar stort. Reservatet ligger vid östra stranden av Gäddträsket norr om Gäddträsk och består av gammal grandominerad skog.